# Edward Evans, 1. Baron Mountevans

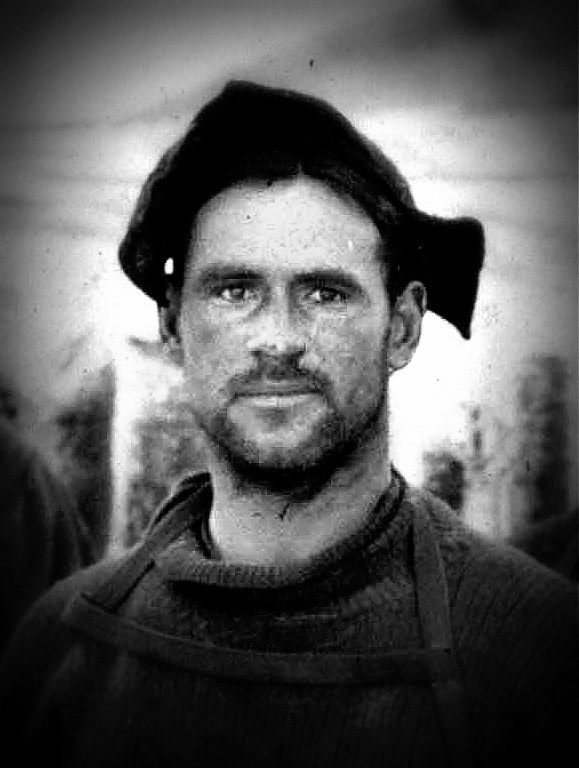
Edward Evans während der Terra-Nova-Expedition (1911)

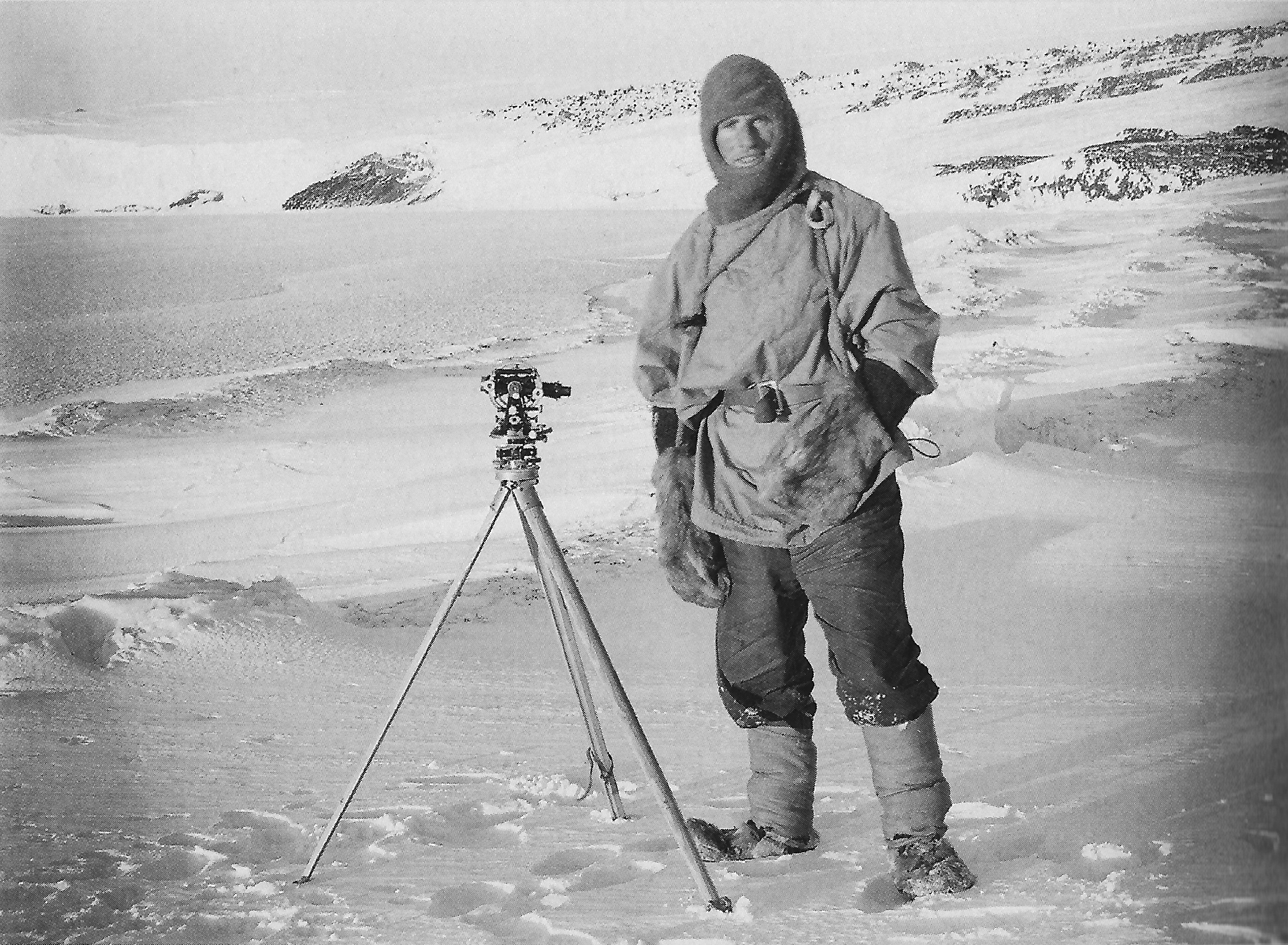
Evans hatte die wichtige Aufgabe des Navigators während Scotts Südpol-Expedition

Edward Ratcliffe Garth Russell Evans, 1. Baron Mountevans, KCB, DSO, (* 28. Oktober 1880 in London; † 20. August 1957 in Gålå, Norwegen) bekannt als „Teddy“ Evans, war ein britischer Marineoffizier und Antarktisforscher.

## Leben
Evans trat in die Royal Navy ein und erreichte 1900 den Dienstgrad eines Sub-Lieutenant. Mit der Antarktis kam er erstmals in Kontakt, als er während der Ersten Antarktis Expedition von Robert Falcon Scott Zweiter Offizier auf dem Versorgungsschiff SY Morning war.
Während der Terra-Nova-Expedition zum Südpol war Evans stellvertretender Expeditionsleiter und Kapitän der Terra Nova. Beim Marsch Scotts zum Südpol führte er den letzten, aus drei Personen bestehenden Unterstützungstrupp, der 230 km vom Pol entfernt umkehrte. Während des Rückmarsches litt Evans an Skorbut und musste längere Zeit auf dem Schlitten von den anderen beiden, Tom Crean und Bill Lashly, gezogen werden. Er wurde wegen seiner Erkrankung mit dem Schiff in die Heimat geschickt, kehrte aber im folgenden Jahr zurück, um die überlebenden Expeditionsteilnehmer zu bergen. Nach ihm wurde das Kap Evans in der Antarktis benannt.
Nach seinen Einsätzen in der Antarktis diente Evans weiter in der Royal Navy. Im Ersten Weltkrieg kommandierte er unter anderem den Zerstörer HMS Broke, mit dem er 1917 an einem Gefecht mit deutschen Torpedobooten in der Straße von Dover beteiligt war. Hierfür wurde er mit dem Distinguished Service Order ausgezeichnet und zum Captain befördert.
1921/22 befehligte Evans den Leichten Kreuzer Carlisle, 1926/27 den Schlachtkreuzer Repulse. Als Rear Admiral kommandierte er von 1929 bis 1931 das Australian Squadron. Ab 1933 war Evans zunächst Oberkommandierender der Africa Station und ab 1935 Commander-in-Chief, The Nore – ab 1936 im Rang eines Admirals. 1936 war er zudem Vorsitzender des Antarctic Club.
Während des Zweiten Weltkriegs war Evans Beauftragter für die Zivilverteidigung von London. 1945 wurde er aufgrund seiner Verdienste als Baron Mountevans, in den erblichen Adelsstand erhoben. Der Adelstitel leitet sich vom nach ihm benannten Mount Evans im ostantarktischen Viktorialand ab.
Evans, der zweimal verheiratet gewesen war, starb 1957; der Titel ging auf seinen ältesten Sohn über.

## Weitere Orden
- Knight Commander des Bathordens
- Distinguished Service Order
- Knight of Justice des Order of Saint John
- Großoffizier des portugiesischen Turm- und Schwertordens
- Komtur des norwegischen Sankt-Olav-Ordens
- Offizier der französischen Ehrenlegion
- Offizier des belgischen Leopoldsordens
- Ritter des Militärordens von Savoyen
- französisches Croix de guerre
- US-Navy Cross
- belgischer Orden für Zivilverdienste (1. Klasse)
- Sea Gallantry Medal